# Tekonsha
Tekonsha es una villa ubicada en el condado de Calhoun en el estado estadounidense de Míchigan. En el Censo de 2010 tenía una población de 717 habitantes y una densidad poblacional de 382,37 personas por km².

## Geografía
Tekonsha se encuentra ubicada en las coordenadas 42°5′44″N 84°59′17″O / 42.09556, -84.98806. Según la Oficina del Censo de los Estados Unidos, Tekonsha tiene una superficie total de 1.88 km², de la cual 1.83 km² corresponden a tierra firme y (2.21%) 0.04 km² es agua.

## Demografía
Según el censo de 2010, había 717 personas residiendo en Tekonsha. La densidad de población era de 382,37 hab./km². De los 717 habitantes, Tekonsha estaba compuesto por el 95.96% blancos, el 0% eran afroamericanos, el 0.42% eran amerindios, el 0.7% eran asiáticos, el 0% eran isleños del Pacífico, el 0.14% eran de otras razas y el 2.79% pertenecían a dos o más razas. Del total de la población el 0.84% eran hispanos o latinos de cualquier raza.